# Conolophia fasciata
Conolophia fasciata är en fjärilsart som beskrevs av Louis Beethoven Prout 1930. Conolophia fasciata ingår i släktet Conolophia och familjen mätare. Inga underarter finns listade i Catalogue of Life.